# Anne-Marie Cadot-Colin
Pour les articles homonymes, voir Cadot et Colin.
 (novembre 2013).
 (octobre 2018).
Si vous disposez d'ouvrages ou d'articles de référence ou si vous connaissez des sites web de qualité traitant du thème abordé ici, merci de compléter l'article en donnant les références utiles à sa vérifiabilité et en les liant à la section « Notes et références ».
Anne-Marie Cadot-Colin est une écrivaine française née à Paris le 30 juin 1945. Elle a écrit et publié chez Hachette dix romans pour enfants s'inspirant de ceux du Graal, dont Perceval ou le conte du Graal. Après des études littéraires à la Sorbonne, elle devient professeure à l’École Normale d’institutrices d’Arras. Elle enseigne la langue et la littérature du Moyen Âge à l'université de Bordeaux jusqu'à sa retraite. 

## Biographie
Anne-Marie Cadot-Colin a enseigné la langue et la littérature médiévale à l'université de Bordeaux comme maître de conférence et membre de l'association Lire et faire lire,. Elle publie notamment dans la revue Perspectives médiévales,, et participe à des ouvrages,. Ses recherches l'amènent à se spécialiser dans les romans d'inspiration celtique et tout particulièrement le cycle des romans du Graal,,. 

## Œuvres
- Anne-Marie Cadot-Colin (d'après l'œuvre de Chrétien de Troyes), Perceval ou le conte du Graal, 2005.
- Anne-Marie Cadot-Colin (d'après l'œuvre de Chrétien de Troyes), Yvain, le chevalier au lion, 2006.
- Anne-Marie Cadot-Colin, La chanson de Roland, Hachette, coll. « Librairie Générale Française », 2015.
- Anne-Marie Cadot-Colin, Lancelot du Lac, Hachette, coll. « Le Livre de poche jeunesse », 2015.
- Anne-Marie Cadot-Colin, Merlin, 2009.
- Anne-Marie Cadot-Colin (d'après la chantefable du même nom, suivi du Roman de la rose), Aucassin et Nicollette, 2010.
- Anne-Marie Cadot-Colin (d'après l'œuvre du même nom), Le roman de Renart, 2011.
- Anne-Marie Cadot-Colin, Chroniques du Graal, 2012.
- Anne-Marie Cadot-Colin, L'enfant trouvée de l'abbaye, 2014.
- Anne-Marie Cadot-Colin, Il faut effort, courage et expérience.
- Anne-Marie Cadot-Colin, Arthur de Carduel.